# Demonax diversefasciatus
Demonax diversefasciatus là một loài bọ cánh cứng trong họ Cerambycidae.